# Sauvigny-le-Bois
 Sauvigny-le-Bois  es una comuna y población de Francia, en la región de Borgoña, departamento de Yonne, en el distrito y cantón de Avallon.
Su población en el censo de 1999 era de 686 habitantes.
Está integrada en la Communauté de communes de l'Avallonnais .

## Demografía
| 627 | 688 | 706 | 712 | 776 | 780 | 778 | 751 | 741 | 734 | 721 | 703 | 715 | 683 | 662 | 628 | 603 | 560 | 542 | 518 | 426 | 383 | 414 | 401 | 372 | 377 | 433 | 423 | 480 | 553 | 641 | 686 | 706 |
| Para los censos de 1962 a 1999 la población legal corresponde a la población sin duplicidades (Fuente: INSEE [Consultar]) |     |     |     |     |     |     |     |     |     |     |     |     |     |     |     |     |     |     |     |     |     |     |     |     |     |     |     |     |     |     |     |     |